# Günther Schulze-Fielitz

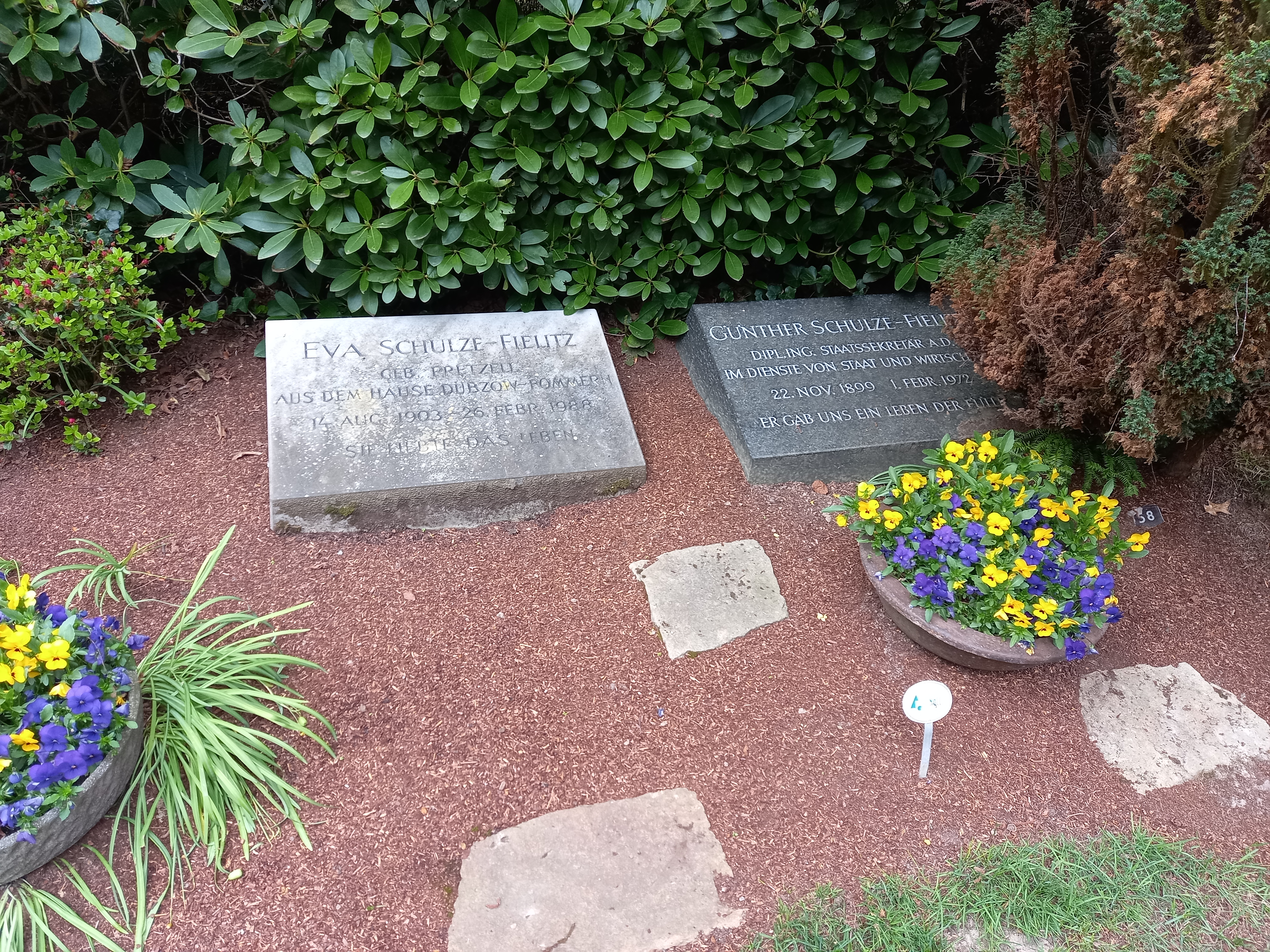
Das Grab von Günther Schulze-Fielitz und seiner Ehefrau Eva geborene Pretzell auf dem Friedhof Bredeney in Essen

Günther Schulze-Fielitz (* 22. November 1899 in Hannover; † 1. Februar 1972 in Essen) war ein deutscher Bauingenieur, Staatssekretär und Manager in der Bauindustrie.

## Leben
Günther Schulze war ein Sohn des Gartenarchitekten und Stettiner Stadtgartendirektors Otto Schulze (1869–1930). Erst um 1940 fügte er seinem häufigen Familiennamen Schulze zur besseren Unterscheidbarkeit den Mädchennamen seiner Großmutter väterlicherseits hinzu und nannte sich seitdem Günther Schulze-Fielitz.
Er studierte nach einem kurzen Kriegseinsatz im Ersten Weltkrieg Bauingenieurwesen an der Technischen Hochschule Hannover. Dort wurde er 1919 Mitglied des Corps Hannovera. Ab 1927 war er bei der Straßenbauverwaltung der Provinz Pommern in Stettin tätig. Von 1933 bis 1945 gehörte er zu den führenden Mitarbeitern im Geschäftsbereich von Fritz Todt und dessen Nachfolger Albert Speer. Zunächst war er als leitender Mitarbeiter beim Generalinspektor für das deutsche Straßenwesen für den Bereich der Landstraßen zuständig. Im Sommer 1938, als Todt die Leitung des Westwall-Baus übertragen wurde, richtete Schulze-Fielitz die leitende Dienststelle in Wiesbaden ein, die dann von Willi Henne übernommen wurde. Mit der Ernennung Todts zum Generalbevollmächtigten für die Regelung der Bauwirtschaft baute Schulze-Fielitz dessen Geschäftsstelle auf. Im Rang eines Staatssekretärs beim Reichsminister für Bewaffnung und Munition war er ab 1942 Todts Stellvertreter. Unter Albert Speer stand er u. a. dem Geschäftsbereich Generalinspektor für Wasser und Energie (GIWE) vor.
Nach dem Krieg war Günther Schulze-Fielitz ab 1952 im Vorstand der Hochtief AG in Essen tätig, später wechselte er in den Aufsichtsrat des Unternehmens. Sein ältester Sohn Eckhard Schulze-Fielitz (1929–2021) ist ein bekannter deutscher Architekt.
In der Deutschen Demokratischen Republik wurde Schulze-Fielitz’ Schrift Die Bauwirtschaft im Kriege (1941) auf die Liste der auszusondernden Literatur gesetzt.

## Schriften
- Die Bauwirtschaft im Kriege. (= Schriften zum Staatsaufbau. Band 53). Junker und Dünnhaupt, Berlin 1941.
- Das Werk Dr. Todts. In: Die Baukunst. 5. Jahrgang, 1942, S. 43–50.
- Die Rüstung und der Rüstungsarbeiter. In: Josef Pöchlinger (Hrsg.): Front in der Heimat. Das Buch des deutschen Rüstungsarbeiters. Berlin / Wien / Leipzig 1942, S. 34–43.
- mit Wolfgang Triebel: Wirtschaftliche Vorbereitung der Wohnungsbauten. (= Schriften der Neuen Bauwelt, Bautechnische Merkhefte. Heft 1). Berlin 1951.